# (11292) Bunjisuzuki
(11292) Bunjisuzuki (1991 RC28) – planetoida z grupy pasa głównego asteroid okrążająca Słońce w ciągu 5,17 lat w średniej odległości 2,99 j.a. Odkryta 8 września 1991 roku.